# Signalbehandling
Signalbehandling (også signalprocessering) er behandlingen, forstærkningen og fortolkningen af signaler i analog eller digital repræsentation og signalbehandlingsmetoder af disse.

## Signalbehandlingsområder
Analog signalbehandling foregår som regel med analoge elektroniske kredsløb. 
Almindelig forstærkning af et elektrisk signal betegnes sædvanligvis ikke som "signalbehandling", og det simpleste eksempel på analog signalbehandling er nok derfor filtrering. Sådan filtering foretages f.eks. i en højttaler med flere enheder, hvor hver enhed modtager sin del af et signals frekvenser ved at signalet sendes gennem flere filtre og hvert filters udgangssignal bliver sendt til hver sin højttalerenhed. 
Blandt andre signalbehandlingsområder er:
- Digital signalbehandling – for signaler som er blevet digitaliseret. Behandling foretages af digitale kredsløb, microprocessorer eller computerere.
- Analog signalbehandling – for signaler som ikke er blevet digitaliseret. Behandlingen fortages med analoge elektroniske kredsløb.
- Audio signalbehandling – for elektriske signaler som repræsenterer lyd.
- Tale signalbehandling – for at fortolke talte ord.
- Video signalbehandling – for at fortolke film.

## Signalbehandlingsemner
- Kvantisering
- Anti-aliasering

## Eksempler på apparater med signalbehandling
- Fjernsynsmodtager
- Radioforsats
- Kopimaskine (analog eller digital)
- Printer med software
- Skanner med software
- Vejrsatellit
- Robot